# Platyptilia claripicta
Platyptilia claripicta là một loài bướm đêm thuộc họ Pterophoridae. Nó được tìm thấy ở Seychelles.